# Первые (телесериал)
«Первые» (англ. The First) — американский фантастический и драматический сериал о первом космическом путешествии людей на Марс. Создателем и исполнительным продюсером сериала является Бо Уиллимон. Первый сезон вышел на канале Hulu 14 сентября 2018 года. 18 января 2019 года было объявлено, что Hulu отменила сериал после одного сезона.

## Сюжет
2033 год. На старте первой пилотируемой миссии на Марс «Провиденс-1» происходит авария. Экипаж гибнет. Отстраненный от командования незадолго до полета командир экипажа Том Хэгерти переживает катастрофу. В обществе, испытывающем такие проблемы, как перенаселенность и глобальное потепление, продолжаются бурные дискуссии о целесообразности колонизации планет. Руководитель коммерческой миссии Лэз Инграм предлагает Тому принять командование «Провиденс-2». Для Тома, после ухода из космонавтики, главное — это семья и оставшаяся после смерти супруги дочь. Он соглашается и начинается подготовка миссии. Главные герои подбирают новый экипаж и разбирают причины первой неудачи.
В концовке «Провиденс-2» благополучно выходит на околоземную орбиту и готовится к следующему этапу полета на Марс.

## Актёрский состав
- Шон Пенн — Том Хагерти, бывший астронавт НАСА[7]
- Наташа Макэлхон — Лэз Ингрэм[8]
- Лиза Гэй Хэмилтон — Кайли Прайс[9]
- Одед Фер — Эйтан Хафри[10]
- Джеймс Рэнсон — Ник Флетчер[10]
- Ханна Уэйр — Сади Хьюитт[11]
- Мелисса Джордж — Диан Хагерти
- Анна Джекоби-Херон — Дениз Хагерти

## Эпизоды
| № | Название        | Режиссёр   | Автор сценария | Дата премьеры    |
| - | --------------- | ---------- | -------------- | ---------------- |
| 1 | «Separation»    | Неизвестно | Бо Уиллимон    | 14 сентября 2018 |
| 2 | «What’s Needed» | Неизвестно | Неизвестно     | 14 сентября 2018 |
| 3 | «Cycles»        | Неизвестно | Неизвестно     | 14 сентября 2018 |
| 4 | «Where Life Is» | Неизвестно | Неизвестно     | 14 сентября 2018 |
| 5 | «Two Portraits» | Неизвестно | Неизвестно     | 14 сентября 2018 |
| 6 | «Collisions»    | Неизвестно | Неизвестно     | 14 сентября 2018 |
| 7 | «The Choice»    | Неизвестно | Неизвестно     | 14 сентября 2018 |
| 8 | «Near and Far»  | Неизвестно | Неизвестно     | 14 сентября 2018 |